# Агитбригада
Агитбригада (сокращение от «агитационная бригада») — небольшой (обычно передвижной) самодеятельный или профессиональный концертный коллектив, репертуар которого строился на остросовременном, злободневном материале (в СССР).

## Происхождение
Агитбригады появились после Октябрьской революции для пропаганды советского образа жизни и коммунистической идеологии. Первые бригады обслуживали фронт Гражданской войны.

## Агитбригады в советском быту
Агитбригады получают массовое распространение в СССР начиная с конца 1920-х годов. Они выступают на заводах и стройках Первой пятилетки, в ВУЗах. Бригады пропагандируют передовой опыт, обличают недостатки производства, насаждают атеизм. Самой известной агитбригадой тех лет была Синяя блуза. Агитбригады, созданные из заключённых, действовали в системе ГУЛАГ и других советских исправительных учреждениях.
В годы Великой Отечественной войны агитбригады выступают на фронте и в тылу, поднимая боевой дух на борьбу с оккупантами.
Регулярно в СССР проводились смотры агитбригад.

## Агитбригады в искусстве
- В кинофильме Время, вперёд! можно видеть, как строители Магнитки репетируют выступление театра-агитбригады.
- В финале фильма Добро пожаловать, или Посторонним вход воспрещён дети организуют спонтанное выступление в духе агитбригады двадцатых.
- Фильм Агитбригада «Бей врага!» целиком посвящён быту агитбригады времён войны.